# Tinashe
Tinashe Jorgenson Kachingwe, cunoscută profesional ca Tinashe (n. 6 februarie 1993), este o cântăreață americană. Ea a început cariera de divertisment la vârsta de 3 ani, atunci când a început cariera de model și de actriță. În 2012, Tinashe a lansat două mixtape-uri apreciate de critici, In Case We Die și Reverie, pe care le-a creat în studioul ei de acasă. După lansarea mixtape-urilor, Tinashe a semnat un contract cu casa de discuri RCA Records. Ea a lansat cel de-al treilea mixtape, Black Water, pe data de 26 noiembrie 2013, și albumul de debut Aquarius, pe data de 7 octombrie 2014. Debutul single, „2 On”, a fost lansat în ianuarie 2014. Piesa a rămas la numărul 1 pe Rhymatic Top 40 pentru mai mult de 4 săptămâni la rând și a ajuns pe locul 24 pe US Billboard Hot 100 charts, devenind primul ei Top 40 hit single.
Tinashe este de asemenea actriță. Ea a debutat în actorie în filmul de televiziune Cora Unashamed din 2000. În 2004 a apărut în Expresul polar alături de actorul Tom Hanks, oferind „captare de mișcare” pentru protagonista feminină. Din 2008 până în 2009, Tinashe a avut un rol în Doi bărbați și jumătate, interpretând-o pe Celeste, iubita lui Jake.

## Copilăria
Tinashe Kachingwe s-a născut pe 6 februarie 1993 în Lexington, Kentucky, primul copil al lui Michael și Aimie Kachingwe. Tatăl ei este din Zimbabwe, în timp ce mama ei este de origine daneză, norvegiană și irlandeză. Numele Tinashe înseamnă „Suntem cu Dumnezeu” în limba Shona, limbă pe care o vorbește fluent. Ea are doi frați mai mici, Thulani și Kudzai. Tinashe și familia ei s-a mutat în Los Angeles, California, atunci când ea avea doar opt ani. Aceasta a urmat cursuri la Crescenta Valley High School pentru un an, înainte de a începe o carieră în industria muzicală. A început să studieze baletul, „tap” și dansuri jazz la vârsta de 4 ani și a continuat să concureze în diverse stiluri, ca membră a unei societăți de dans până la vârsta de 18 ani.

## Cariera muzicală

### 2007-10: Începutul carierei

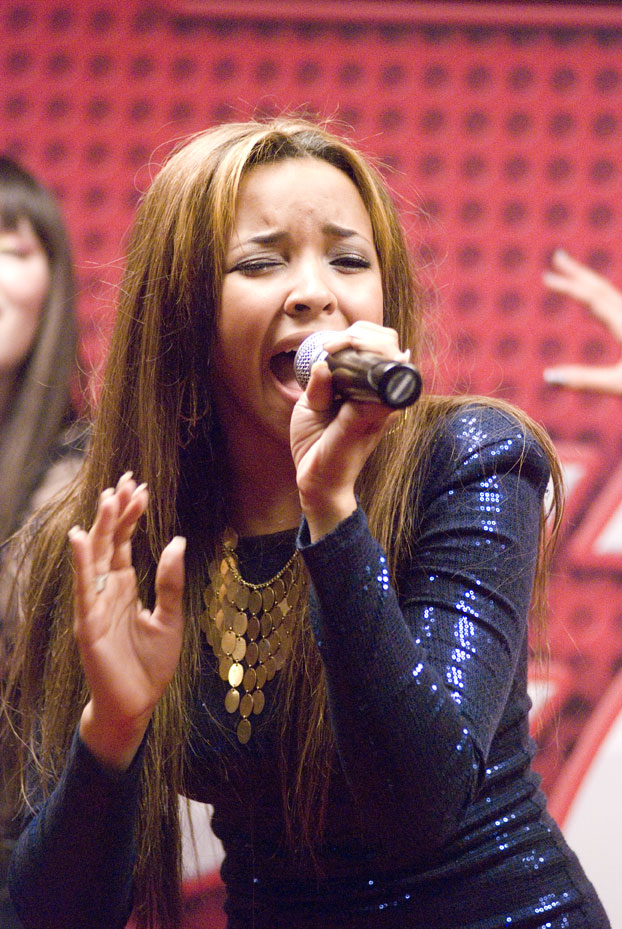
Tinashe cântând cu The Stunners la 103.5 KISS FM în 2010

În 2007, Tinashe s-a alăturat trupei feminine The Stunners, fondat de Vitamin C. Colegii ei de trupă erau și prieteni: Marisol Esparza, Allie Gonino, Hayley Kiyoko, și Kelsey Sanders. Șase luni de la formarea lor, grupul a semnat un contract cu Columbia Records. The Stunners au înregistrat un single care urma să fie folosit pentru coloana sonoră iCarly; Cu toate acestea, single-ul nu a fost niciodată lansat. În 2009, grupul a plecat de la Columbia Records si a semnat un contract de producție cu Lions Gate Entertainment, care a produs, de asemenea, un show de televiziune pilot scenariu bazat pe grupul de MTV. Pe data de 18 martie 2009, au lansat un single, „Bubblegum”, pe iTunes, împreună cu videoclipul oficial. În octombrie, grupul a lansat un EP de 5 cântece, influențat de artisti, cum ar fi Madonna, Gwen Stefani, și Rihanna. Videoclipul pentru single-ul lor promoțional, „We Got It”, a fost lansat pe data de 22 februarie 2010.
Trupa a interpretat piesa „We Got It” la The Today Show, precum precum și la The Wendy Williams Show. După întâlnirea lor cu diverse case de discuri, au semnat un contract pentru Universal Republic Records în 2010. Ei au lansat un single, „Dancin' Around the Truth” pe iTunes, precum și la posturile de radio Top 40. Videoclipul a avut premiera pe 2 iunie 2010, chiar înainte ca grupul să fie anunțat că va deschide un concert de-a lui Justin Bieber My World Tour. Cele de la The Stunners au terminat drumul lor, după douăzeci de date de pe turneu, și sa întors la Los Angeles pentru a înregistra piese noi cu producători și scriitori cum ar fi Toby Gad, The Cataracs, Dave Broome, Franc Livvi, Sheppard Soloman, Jimmy Harry, și Tony Kanal de la No Doubt. Un al patrulea videoclip pentru piesa lor „Spin The Bottle”, care a fost filmat în deșertul din California, a avut premiera pe data de 31 decembrie 2010. Albumul trupei a fost planificat, dar în cele din urmă a fost anulat, când trupa s-a despărțit în 2011.
După ce trupa The Stunners a fost desființată oficial, Tinashe început a să urmeze o carieră solo. Pe 3 mai 2011 Tinashe a dat prima ei interpretare solo la televizate în timpul jocului Dodgers—Cubs, cântând „God Bless America”. Pe data de 24 iunie 2011, Tinashe a lansat primul ei videoclip solo, un cover după melodia lui Lil Wayne a single-ului „How to Love”. Piesa a fost mai târziu lansată ca descărcare digitală gratuită prin intermediul site-ului oficial a lui Tinashe. În urma lansări a videoclipului, Tinashe a confirmat că a fost lansat oficial din contractul de înregistrare cu Universal Repubic. Tinashe a fost inclusă în single-ul dance „Artificial People” de OFM, lansat pe data de 12 septembrie 2011. Pe data de 25 noiembrie 2011 Tinashe a lansat videoclipul pentru „Can't Say No”, primul ei cântec solo original. Piesa conține elemente din cântecul lui Britney Spears „Blur” de pe al șaselea album de studio al ei, Circus. Cântecul a fost lansat pentru descărcare digitală pe data de  28 noiembrie 2011.

### 2011-14: Lansările independente și „Aquarius”

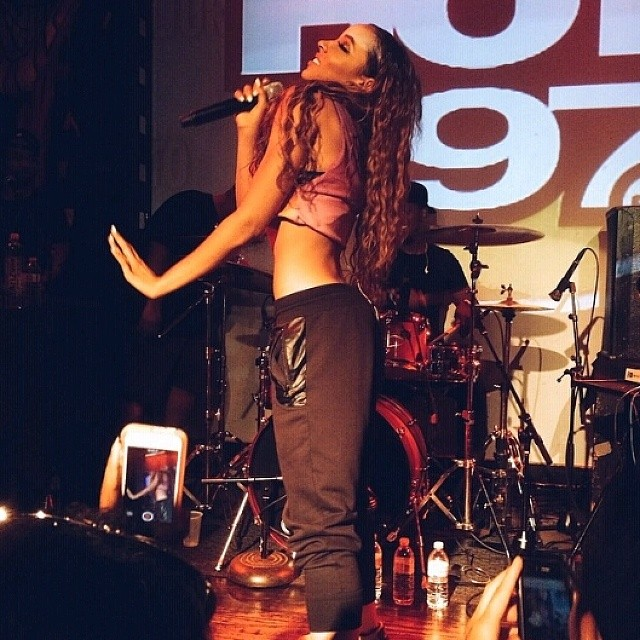
Tinashe cântănd „Vulnerable” de pe mixtape-ul ei Black Water

In Case We Die, mixtape-ul de debut a lui Tinashe, a fost lansat în februarie 2012, înregistrat în studioul ei acasă. Mixtape-ul a avut patru single-uri, prima melodie fiind promoțională, „Chainless”, lansată pe iTunes pe data de 19 decembrie 2011. „My High” a fost lansat pentru a fi ascultat pe site-ul ei oficial. Videoclipul pentru single-ul „This Feeling”, regizat de către Cole Walliser a fost lansat pe data de 1 mai 2012 la Global Grind. single-ul final a mixtape-ului, „Boss”, a fost lansat pe data de 20 august 2012, după ce piesa a fost prezentată într-un episod din seria VH1 Single Ladies. Videoclipul pentru piesa a fost auto-regizat, și compus de Tinashe și JT Ervin. Mixtape a fost primit pozitiv de către blogosfera.
Pe 13 iulie 2012, Tinashe a anunțat că a semnat un contract cu RCA Records. În urma semnării, al doilea mixtape al ei, Reverie, a fost lansat pe data de 6 septembrie 2012 prin intermediul site-ul ei oficial. Mixtape-ul a lansat trei single-uri: primul „Stargazing”, lansat pe data de 21 august 2012; al doilea, „Ecstasy”, lansat pe data de 18 decembrie 2012; și cel final, „Who Am I Working For?”, lansat pe data de 12 martie 2013. După lansarea sa, recenziile pentru Reverie au fost în general pozitive.
Din august până în noiembrie 2012, o serie de remixuri de melodii de la cele două mixtape-uri a lui Tinashe au leakuit online. Pe data de 26 noiembrie 2013, Tinashe a lansat al treilea mixtape, Black Water. Mixtape-ul a fost compus din treisprezece piese produse de Dev Hynes, Boi-1da, Ryan Hemsworth, și Tinashe insăși. Single-ul „Vulnerable”, împreuna cu rapper-ul Travis Scott, a fost declarat „Must-Hear Pop Song of the Week” de către Buzzworthy MTV pe data de 26 noiembrie 2013.
Tinashe a lucrat la albumul de studio de debut în 2014. Înregistrările au avut loc în Los Angeles, Londra, Atlanta, New York, și Toronto. Tinashe a lucrat cu mai mulți producători, inclusiv Clams Casino, Ryan Hemsworth, Stuart Matthewman, DJ Mustard, T-Minus, Mike Will Made It, Boi-1da, Fisticuffs, Best Kept Secret, Ritz Reynolds și Londra on the track. Pe data de 13 ianuarie 2014, Tinashe a lansat primul ei single de pe albumul de debut, „2 On”. Piesa are rapperul american Schoolboy Q, și a fost produs de DJ Mustard. Piesa a intrat în US Billboard Hot 100 charts la numărul 89, și de atunci a ajuns pe locul 24.
Pe data de 29 iunie 2014, Tinashe a făcut debutul național de televiziune, realizarea ei single „2 On” la BET Awards. În aceeași zi, ea a anunțat de asemenea că albumul ei de debut anticipat, Aquarius, va fi lansat oficial pe data de 7 octombrie 2014. Vorbind despre tema albumului, Tinashe a spus:
Acesta combină esența întregii muncii anterioare. Am rămas fidelă cu ceea ce sunt. Evident, există unele progrese că am crescut ca artistă, și ca sunt influențată de lucruri noi si ceea ce nu. Cred că fanii mei vor fi cu adevărat fericiți pentru asta. Cred că într-adevăr întruchipează cine sunt și unde sunt creatiă acum.
Al doilea single, „Pretend” împreună cu ASAP Rocky, a fost lansat pe data de 22 august 2014. "Aquarius" a debutat pe locul 17 pe Billboard 200 cu 11.000 de exemplare vândute în prima săptămână. Tinashe asemenea este prezentată pe remixul lui Nick Jonas a piesei „Jealous”.

### 2015: „Amethyst” și „Joyride”
La sfârșitul lunii ianuarie 2015, Tinashe a început să lucreze cu scriitori și producători (Cirkut, Ammo, Rock City, Jakob Kasher, Chloe Angelides), Max Martin și Taylor Parks pentru următorul ei album de studio de-al doilea. Pe data de 16 martie 2015, Tinashe a lansat un mixtape cu șapte piese intitulat Amethyst pentru descărcare gratuită. Proiectul a fost înregistrat în dormitorul lui Tinashe în timpul vacanței de Craciun, si dispune de producții din partea lui Ryan Hemsworth, Iamsu!, DJ Dahi, Ritz Reynolds, Nez & Rio, Mae N. Maejor, și Smash David.
Pe data de 2 septembrie 2015 Tinashe a lansat un teaser pe YouTube pentru al doilea ei album de studio Joyride. Pe data de 9 septembrie, Tinashe a lansat un single promoțional intitulat „Party Favors” împreuna cu rapper Young Thug. Pe data de 2 octombrie 2015, Tinashe a lansat primul single al albumului, „Player”, împreună cu Chris Brown.

## Stilul muzical
"Scriu o mulțime dintre ele în mașina mea, e doar un loc foarte inspirant pentru a asculta muzică. Cred că pune bine la dispoziție. Cred că melodiile de obicei vin înăinte de versuri. Uneori într-adevăr ușor, iar apoi câteodată voi avea o melodie pentru o săptămână înainte de a veni cu oricare versuri așa ca doar un fel de depinde." 
Tinashe scrie și produce o mare parte dintre melodiile ei în studioul ei de acasă, și descrie stilul ei muzical ca un amestec de urban, rhythmic, și pop, cu influențe din muzica indie, alternativă, si muzica hip hop. Tinashe a explicat influențele genului ei:
Sunt foarte inspirată de muzica R&B, hip-hop, și muzica alternativă, așa că am vrut doar să combin toate cele trei pentru sunet. Și tipul de persoană care sunt eu, mi se pare întunericul interesant într-un mod. Îmi place doar melodiile care sună ca un pic nebune, cred că creează o juxtapunere interesantă între vocea mea, pentru că este atât de luminoasă, și fină, și draguță, și dulce și nu vreau muzica mea să vină peste dulce sau frumosă. Îmi place opusul, deci mă gândesc la ceva care este întunecat și greu și apoi mi-am pus ca dulce si lumină pe partea de sus.
După desființarea trupei The Stunners, Tinashe "a cumpărat o grămadă de echipamente, un aparat de fotografiat, și microfoane", și a început să se învețe cum să înregistreze și să mixeze muzica. Ea a scris și a înregistrat o mare parte dintre cântecele ei în dormitorul ei. Ea de asemenea a filmat și editat propriile sale videoclipuri muzicale cu Pro Tools și Final Cut Pro, și folosește Logic Pro pentru a produce instrumentalurile ei. Tinashe citează YouTube-ul ca un "profesor".
Stilul lui Tinashe a fost comparat de critici de industrie și de fani cu Mya, The Weeknd, Cassie, Ciara si cu regretata cântăreață Aaliyah.

## Influențe
Tinashe a fost inspirată de muzică când părinții ei s-ar juca prin casă atunci când era mică. Ea citează Michael Jackson, Janet Jackson, Britney Spears, Sade, și Christina Aguilera ca influențele ei. Ea a citat Aguilera ca unul dintre cele mai mari inspirații ale ei și eroul ei.
Cred că toați aceștia sunt iconici într-un fel. Sunt toați niște cântăreți uimitori, artiștii interpreți sau executanți și acest aspect viu este ceva ce admir. Intotdeauna mi-am dorit să fac un spectacol mare live.
Janet Jackson este o influență pentru prezența ei de scenă și stilul ei de a dansa.

## Viața privată
De când era mică, Tinashe a fost batjocorită de către colegii ei:
Am fost batjocorită foarte mult la școală. M-am dus la școală publică până pe clasa a-9-a si am avut o experienta destul de nașpa. Am pierdut un bal de absolvire și întreaga experiență de colegiu, dar nu-mi pare rău pentru că orice altceva am făcut a fost ceea ce chiar am vrut
Tinashe a locuit cu părinții ei, a avut un studio în dormitor, și are centura neagră în Taekwondo.

## Discografie
- Aquarius (2014)
- Joyride (2018)
- Nightride (2016)
- Songs for you (2019)
- 333 (2021)
- 333 Deluxe (2022)
- BB/ANG3L (2023)
- Quantum Baby (2024)

## Turnee
În deschidere
- Iggy Azalea «The Great Escape Tour» (2015) (anulat)
- Nicki Minaj «The Pinkprint Tour» (2015)
- Katy Perry «The Prismatic World Tour» (2015)

## Premii și nominalizări
| An   | Organizație             | Premiu                           | Lucru                        | Rezultat     |
| ---- | ----------------------- | -------------------------------- | ---------------------------- | ------------ |
| 2014 | Soul Train Music Awards | Best Dance Performance           | "2 On" featuring Schoolboy Q | Nominalizare |
| 2015 | YouTube Music Awards    | 50 artists to watch              | Ea însăși                    | Câștigat     |
| 2015 | BET Awards              | Best New Artist                  | Ea însăși                    | Nominalizare |
| 2015 | BMI R&B/Hip-Hop Awards  | Most Performed R&B/Hip-Hop Songs | "2 On"                       | Câștigat     |
| 2015 | Soul Train Music Awards | Best New Artist                  | Ea însăși                    | În așteptare |